# Когнитивна неврология
Когнитивната неврология е медицинското научно поле, което се занимава с изследването на връзката между когнитивните процеси и молекулярната биология биохимията на мозъка и нервната система като цяло, при възприятието, и е свързана с когнитивната психология.
Обикновено под това се разбират когнитивните аспекти на визуалното възприятие на изображения, реклами, надписи и т.н., макар че когницията има и други аспекти.